# How Far Is Tattoo Far?
How Far Is Tattoo Far? una serie de televisión de realidad estadounidense presentada por Nicole Polizzi y Nico Tortorella que se estrenó el 11 de octubre de 2018 en MTV. Es la versión estadounidense de la serie británica Just Tattoo of Us?. Cada episodio presenta parejas de amigos o familiares que diseñaron un tatuaje para el otro. El tatuaje no se revela al destinatario hasta el final del espectáculo; Manteniéndolos a ellos y al espectador en suspenso.
La primera temporada contó con la aparición de Nilsa Prowant y Aimee Hall de Floribama Shore, Angelina Pivarnick de Jersey Shore junto a su prometido y Cara Maria Sorbello y Paulie Calafiore de The Challenge y Soju de RuPaul's Drag Race.
La segunda temporada contó con las apariciones de Cheyenne Floyd y Cory Wharton de Teen Mom OG, Codi Butts y Kirk Medas de Floribama Shore, Zach Holmes y Chad Tepper de Too Stupid to Die, Tony Raines y Alyssa Giacone de Real World: Skeletons, y Kailah Casillas de Real World: Go Big or Go Home y Linsday Lohan Beach Club junto con Mikey P de From G's to Gents.
El programa comenzó a transmitirse en MTV Latinoamérica el 14 de enero de 2019, sin embargo, pasó a llamarse Just Tattoo of Us: USA.

## Episodios
| Temporada | Temporada | Episodios | Episodios | Emisión original      | Emisión original       |
| Temporada | Temporada | Episodios | Episodios | Primera emisión       | Última emisión         |
| --------- | --------- | --------- | --------- | --------------------- | ---------------------- |
|           | 1         | 20        | 20        | 11 de octubre de 2018 | 8 de noviembre de 2018 |
|           | 2         | 20        | 20        | 23 de mayo de 2019    | 3 de octubre de 2019   |

### Primera temporada (2018)
| N.º en serie | N.º en temp. | Título                      | Fecha de emisión original | Audiencia (millones) |
| ------------ | ------------ | --------------------------- | ------------------------- | -------------------- |
| 1            | 1            | «Secrets from the Shore»    | 11 de octubre de 2018     | 0,610                |
| 2            | 2            | «Politics That Stinks»      | 11 de octubre de 2018     | 0,540                |
| 3            | 3            | «Drunk Lessons»             | 18 de octubre de 2018     | 0,485                |
| 4            | 4            | «Mamma Knows Best»          | 18 de octubre de 2018     | 0,462                |
| 5            | 5            | «Bama Babes Bust Out»       | 25 de octubre de 2018     | 0,606                |
| 6            | 6            | «Freaks on Fleek»           | 25 de octubre de 2018     | 0,557                |
| 7            | 7            | «Down in the Dumps»         | 1 de noviembre de 2018    | 0,583                |
| 8            | 8            | «Balls Deep Challenge»      | 1 de noviembre de 2018    | 0,562                |
| 9            | 9            | «Payback for a Lifetime»    | 8 de noviembre de 2018    | 0,617                |
| 10           | 10           | «Money Where Your Mouth Is» | 8 de noviembre de 2018    | 0,564                |

### Segunda temporada (2019)
| N.º en serie | N.º en temp. | Título                             | Fecha de emisión original | Audiencia (millones) |
| ------------ | ------------ | ---------------------------------- | ------------------------- | -------------------- |
| 11           | 1            | «Rev My Engine»                    | 23 de mayo de 2019        | 0,50                 |
| 12           | 2            | «Kirk and Codi's Bama Bro-down»    | 23 de mayo de 2019        | 0,46                 |
| 13           | 3            | «Shit Hits the Fan»                | 23 de mayo de 2019        | 0,45                 |
| 14           | 4            | «Deadly Secret»                    | 23 de mayo de 2019        | 0,40                 |
| 15           | 5            | «Kailah Exposes the Truth»         | 30 de mayo de 2019        | 0,30                 |
| 16           | 6            | «Free the Nipple»                  | 30 de mayo de 2019        | 0,24                 |
| 17           | 7            | «A Permanent Proposition»          | 6 de junio de 2019        | 0,27                 |
| 18           | 8            | «Tony's Ultimate Challenge»        | 6 de junio de 2019        | 0,31                 |
| 19           | 9            | «Worst Appointment Ever»           | 13 de junio de 2019       | 0,36                 |
| 20           | 10           | «Suck on This»                     | 13 de junio de 2019       | 0,36                 |
| 21           | 11           | «Once a Cheater, Always a Cheater» | 20 de junio de 2019       | 0,42                 |
| 22           | 12           | «Liar, Liar, Ass on Fire»          | 20 de junio de 2019       | 0,40                 |
| 23           | 13           | «Feeling Crabby»                   | 20 de junio de 2019       | 0,35                 |
| 24           | 14           | «Throuple or Nah?»                 | 20 de junio de 2019       | 0,31                 |
| 25           | 15           | «Cutting the Cord»                 | 19 de septiembre de 2019  | 0,28                 |
| 26           | 16           | «Pick Up your Baggage»             | 19 de septiembre de 2019  | 0,24                 |
| 27           | 17           | «Who's Crying Now?»                | 26 de septiembre de 2019  | 0,21                 |
| 28           | 18           | «Karma's a Bitch»                  | 26 de septiembre de 2019  | 0,26                 |
| 29           | 19           | «Not Too Stupid To Tattoo»         | 3 de octubre de 2019      | 0,27                 |
| 30           | 20           | «Crappy Situation»                 | 3 de octubre de 2019      | 0,32                 |